# Nordlig mulmblomfluga
Nordlig mulmblomfluga (Chalcosyrphus jacobsoni) är en tvåvingeart som först beskrevs av Stackelberg 1921.  Nordlig mulmblomfluga ingår i släktet mulmblomflugor, och familjen blomflugor. Enligt den svenska rödlistan är arten sårbar i Sverige. Arten förekommer i Övre Norrland. Arten har tidigare förekommit i Svealand men är numera lokalt utdöd. Artens livsmiljö är skogslandskap, våtmarker. Inga underarter finns listade i Catalogue of Life.